# Spatulate Ridge
Spatulate Ridge (englisch für Spatelgrat) ist ein vereister Gebirgskamm im ostantarktischen Viktorialand. Er ragt in der Mountaineer Range auf und erstreckt sich an der Küste zum Rossmeer in südöstlicher Richtung zwischen dem Suter-Gletscher und dem Ridgeway-Gletscher.
Das New Zealand Antarctic Place-Names Committee verlieh ihm 1966 einen deskriptiven Namen, da er in seiner Form an einen Spatel erinnert.